# Rassemblement National pour le Développement
Rassemblement National pour le Développement (RND; deutsch etwa: „Nationale Versammlung für Entwicklung“) war eine politische Partei im Staat der Komoren.

## Geschichte
Die Partei Rassemblement National pour le Développement ist eine politische Partei auf den Komoren. Sie  entstand am 6. Oktober 1996 aus dem Zusammenschluss der Parteien Union Nationale pour la Démocratie aux Comores, Maecha Bora, Realising Freedom’s Capability (Uwezo), Union Comorienne pour le Progrès und Rassemblement pour la Démocratie et le Renouveau. Präsident Mohamed Taki Abdoulkarim hatte im August 1996 nach seinem Wahlsieg den Zusammenschluss vorgeschlagen.
Die Partei errang 36 der 43 Sitze in der Parlamentswahl 1996, die jedoch von den meisten Oppositionsparteien boykottiert wurde.
Nach diesem deutlichen Sieg entstanden jedoch innere Verwerfungen in der Partei. Nach dem Staatsstreich 1999 unterstützte ein Parteiflügel das neue Regime von Azali Assoumani, während der andere Teil die Wiedereinsetzung des Übergangspräsidenten Tadjidine Ben Said Massounde forderte.
In der Präsidentschaftswahl 2002 trat Mtara Maécha als Kandidat für RND–Renewal an. Er kam auf 8 % der Stimmen und landete damit auf dem fünften Platz. Erneut ging Azali als Sieger aus der Wahl hervor.
Vor der Parlamentswahl 2004 schloss sich die RND der Allianz Camp des Îles Autonomes an, in Opposition zu Azali. Die Allianz errang 12 der 18 direkt gewählten Mandate und alle 15 indirekt vergebenen Mandate.